# 75e division de réserve (Empire allemand)
Pour les articles homonymes, voir 75e division.
La 75e division de réserve est une unité de l'armée allemande créée en décembre 1914 qui participe à la Première Guerre mondiale sur le front de l'Est. Durant l'année 1915, la division combat en Prusse Orientale et dans les pays baltes. Au cours de l'année 1916, elle est transférée en Galicie pour renforcer les armées engagées dans l'offensive Broussilov. En 1917, la division est de retour sur le front balte, elle est engagée dans la bataille de Riga. En décembre 1917, elle est transférée sur front de l'Ouest. En 1918, la division prend part à l'opération Michael ainsi qu'à la bataille du Matz. Durant l'été et l'automne, elle est durement engagée dans les combats défensifs de l'armée allemande. Après la signature de l'armistice, la division est transférée en Allemagne où elle est dissoute au cours de l'année 1919.

## Première Guerre mondiale

### Composition

#### 1914 - 1916
- 75e brigade d'infanterie de réserve

249e régiment d'infanterie de réserve
250e régiment d'infanterie de réserve
251e régiment d'infanterie de réserve
75e compagnie cycliste
- 75e brigade d'artillerie de campagne de réserve

55e régiment d'artillerie de campagne de réserve (6 batteries)
57e régiment d'artillerie de campagne de réserve (6 batteries)
- 75e compagnie de pionniers de réserve

#### 1917 - 1918
- 75e brigade d'infanterie de réserve

249e régiment d'infanterie de réserve
250e régiment d'infanterie de réserve
251e régiment d'infanterie de réserve
- 3e escadron du 2e régiment de dragons de la Garde
- 75e commandement d'artillerie

55e régiment d'artillerie de campagne de réserve
82e bataillon d'artillerie à pied (de)
- 375e bataillon de pionniers
- 475e commandement de transmissions

### Historique

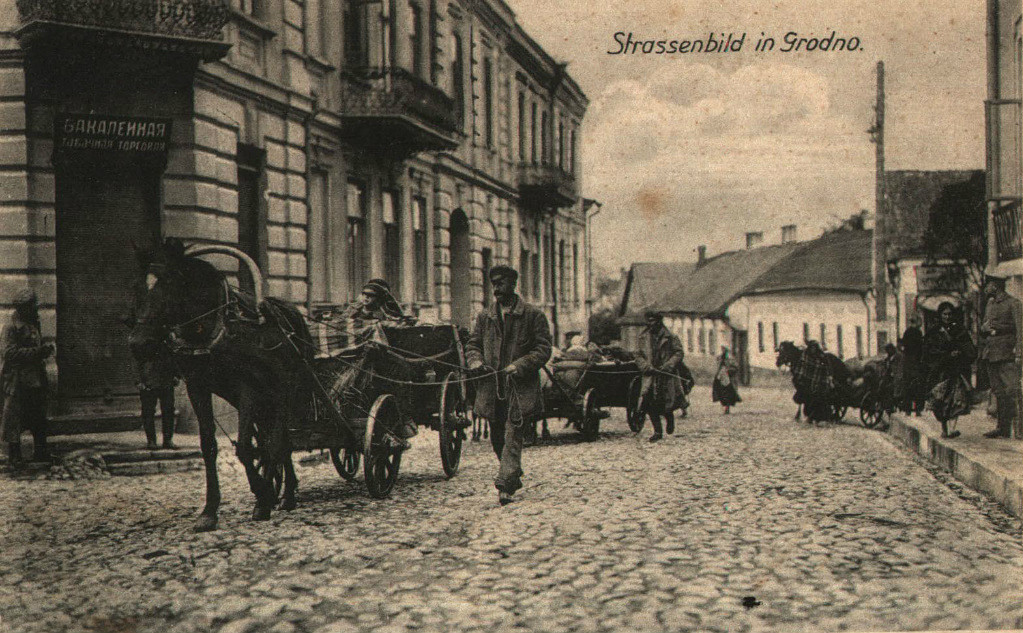
Hrodna, carte postale allemande, 1916.

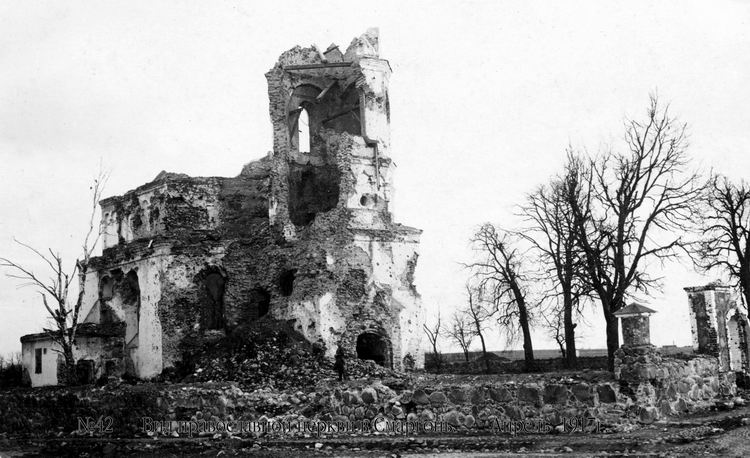
Ruines de Smarhon, 1914-1917.

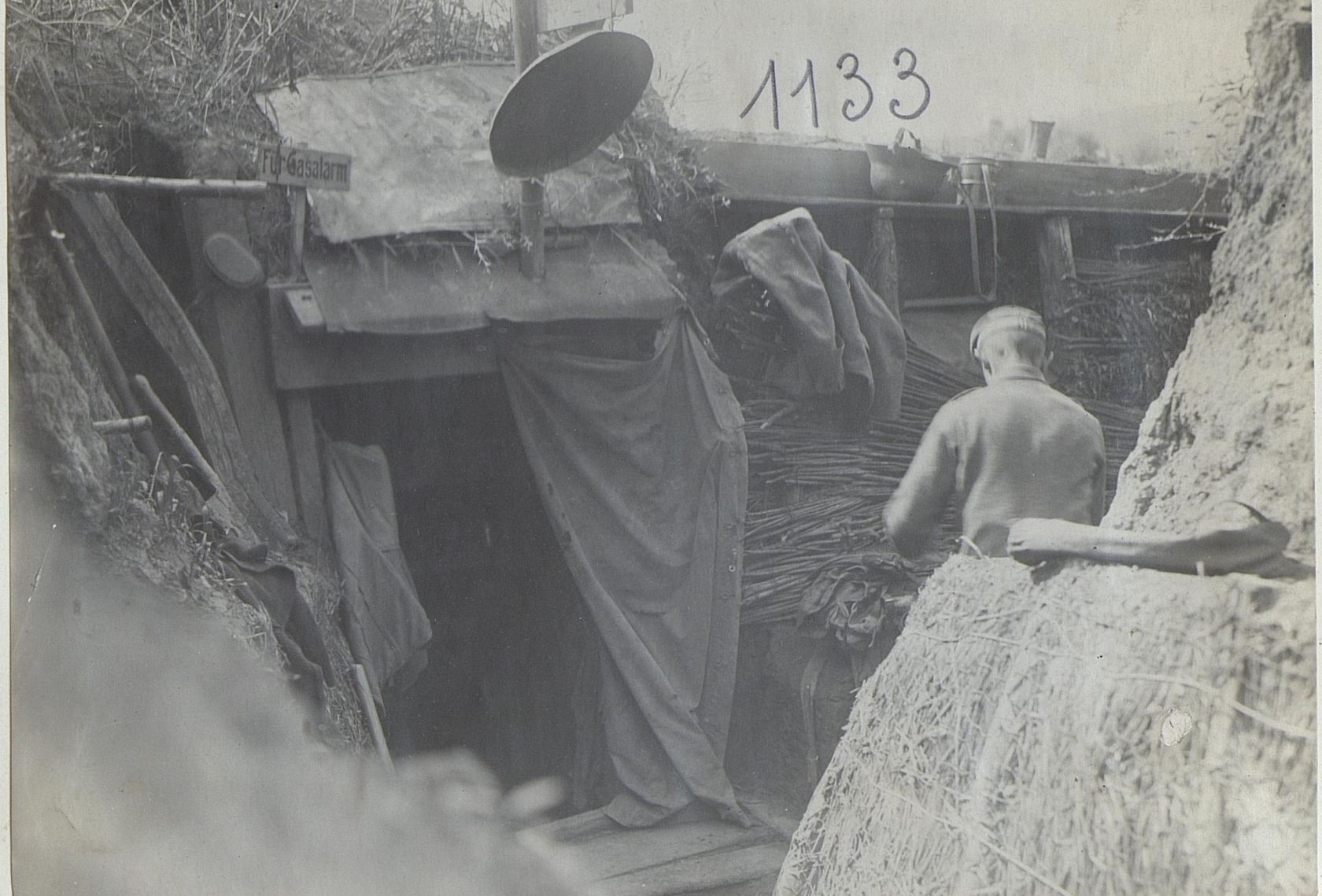
Soldat du régiment d'infanterie de réserve dans une tranchée sur la Narayivka, juillet 1917.

#### 1914
La 75e division de réserve est formée en province de Prusse-Orientale sous le commandement de Max von Seydewitz (1857-1921). Elle se rattache au 38e corps de réserve (général Georg von der Marwitz), un des trois corps destinés à former la nouvelle 10e armée allemande (général Hermann von Eichhorn) sur le front de l'Est.
- À partir du 29 décembre : formation.

#### 1915
- Jusqu'au 3 février : formation.
- 4 - 22 février : seconde bataille des lacs de Mazurie[1]
- 23 février - 3 mars : combats sur la Biebrza
- 6 - 29 mars : combats de position autour de Lipnik (de)
- 26 mars - 12 juillet : combats de position entre Łomża et Osowieca
- 13 juillet - 26 août : offensive sur la Narew et la Biebrza
- 27 août - 2 septembre : prise de Hrodna (Grodno)
- 9 septembre - 2 octobre : offensive de Sventiany et prise de Vilnius
- À partir du 3 octobre : combats de position entre Kreva, Smarhon, le lac Naratch et Tverečius

#### 1916
- Jusqu'au 2 août : combats de position entre Kreva, Smarhon, le lac Naratch et Tverečius.
- 4 août - 31 octobre : transfert en Galicie pour faire face à l'offensive Broussilov. Bataille de Kovel[1].
- À partir du 1er novembre : combats de position sur la Narayivka, entre la Narayivka, la Zolota Lypa et la Ceniowka.

#### 1917
- Jusqu'au 28 juin : combats de position entre la Narayivka, la Zolota Lypa et la Ceniowka.
- 29 juin - 4 juillet : offensive russe de juillet.
- 4 - 20 juillet : combats de position entre la Narayivka, la Zolota Lypa et la Ceniowka.
- 25 juillet - 24 août : combats de position entre Kreva, Smarhon, le lac Naratch et Tverečius.
- 24 - 31 août : combats de position devant Riga.
- 1er - 5 septembre : prise de Riga[1].
- 6 septembre - 29 novembre : combats de position au nord de la Daugava (Dvina)
- 1er - 7 décembre : transport par VF sur le front de l'Ouest, par Riga, Mitau, Kovno, Marienburg, Berlin, Hanovre, Cassel, Cologne, Coblence, Trèves, Thionville, Metz, Charleville, Hirson pour arriver à Vervins[1].
- 7 - 26 décembre : en réserve de la 7e armée (général Max von Boehn)
- 27 décembre 1917 - 26 mars 1918 : occupation d'un secteur du front entre Chavignon et Urcel[1].

#### 1918
- 26 - 30 mars : retrait du front, mouvement de rocade par étape par Crépy, Charmes, Chauny.
- 30 mars - 14 avril : engagée dans l'opération Michael[2].
- 14 avril - 16 mai : retrait du front, repos dans la région de Saint-Gobain.
- 16 mai - 20 juin : en ligne dans le secteur de Noyon, la division est engagée dans la bataille du Matz[2].
- 20 juin - 2 juillet : retrait du front, repos.
- 2 juillet - 20 août : mouvement vers le front, occupation d'un secteur vers Courcelles. Attaques françaises les 8 et 18 août.
- 20 - 27 août : retrait du front, repos dans les bois de Champien, bois de Glandon, puis à partir du 23 août dans le bois du Tunnel.
- 27 août - 13 septembre : mouvement vers Ham, relève de la 1re division de réserve dans le secteur de Libermont[2]. Repli progressif devant la pression des troupes alliées. le 3 septembre, la division se replie derrière le canal du nord, puis continue son mouvement de retraite en passant par Sommette, Dury, Bray-Saint-Christophe pour atteindre Happencourt le 7 septembre.
- 13 - 20 septembre : retrait du front, relevée par la 22e division de réserve[2].
- 20 - 30 septembre : mouvement vers le front, occupation d'un secteur vers Bellenglise, violents combats[2].
- 1er octobre - 9 novembre : retrait du front, repos.
- 10 novembre : la division est en ligne dans le secteur de Jamez. Après la signature de l'armistice, la division est transférée en Allemagne où elle est dissoute au cours de l'année 1919.

## Chefs de corps
| Grade           | Nom                        | Date                             |
| --------------- | -------------------------- | -------------------------------- |
| Generalleutnant | Max von Seydewitz          | 20 décembre 1914 - 12 avril 1916 |
| Generalleutnant | Ernst von Hoeppner         | 13 avril - 11 novembre 1916      |
| Generalleutnant | Arthur von Eisenhart-Rothe | 12 novembre 1918 - 1919          |